# San Pietro in Montorio
San Pietro in Montorio är en renässanskyrka belägen på Janiculum i Rom. Kyrkan, som är belägen i Rione Trastevere, är helgad åt aposteln Petrus (italienska Pietro). ”Montorio” syftar på ”Monte d'Oro” (’det gyllene berget’), som är ett annat namn på Janiculum. På gården till det intilliggande klostret står Bramantes Tempietto, som uppfördes 1502 på den plats där man tidigare trodde att Petrus hade korsfästs. San Pietro in Montorio tillhör församlingen Santa Maria in Trastevere.
Under medeltiden låg på denna plats ett kloster som påven Sixtus IV 1472 anförtrodde åt en spansk gren av franciskanorden. Den nuvarande kyrkan påbörjades 1481 och finansierades av bland andra Ferdinand och Isabella av Spanien. Arkitekter var förmodligen Baccio Pontelli och Meo del Caprino. Fasaden i travertin är enkel och slät. Ovanför porten sitter ett rosettfönster.

## Interiören
Kyrkans interiör är enskeppig med flera sidokapell på var sida. En av Rafaels sista målningar, Kristi förklaring (1517), placerades över högaltaret 1523, men finns sedan 1815 i Vatikanmuseerna. I högaltarrummet vilar bland andra Beatrice Cenci.
I första kapellet på höger hand utförde Sebastiano del Piombo en av sina främsta fresker, Kristi gisslande (cirka 1519) efter teckningar av Michelangelo. Femte kapellet till höger utfördes av Giorgio Vasari 1552 på uppdrag av påven Julius III som ett gravkapell för dennes familj, Del Monte.
Femte kapellet på vänster hand formgavs av Daniele da Volterra och hans målning Kristi dop pryder altaret. Leonardo Sormani har utfört skulpturerna föreställande Petrus och Paulus. Nästa kapell, ritat av Carlo Maderno, uppvisar mästerliga stuckarbeten av Giulio Mazzoni samt Kristi gravläggning av Dirck van Baburen, som var en av Caravaggios efterföljare.
Det andra kapellet på vänster hand, utfört 1640–1647, är ett av kyrkans mest intressanta. Det ritades av Giovanni Lorenzo Bernini och några av hans medhjälpare står för de skulpturala utsmyckningarna. Kapellet beställdes av den italienska adelsfamiljen Raimondi. Från ett dolt fönster riktas ljuset mot altarreliefen Sankt Franciskus extas, ett verk av Francesco Baratta. Två medlemmar av familjen Raimondi, Girolamo och Francesco, har sina gravmonument på kapellets sidor. De är avbildade i halvfigur ovanför sarkofagerna. Den ene, Girolamo Raimondi, är vänd mot kapellets altare, medan den andre, Francesco Raimondi, blickar ut ur kapellet mot besökaren. Putti med facklor i händerna blickar ner i de öppnade sarkofagerna där de döda skymtar. Bysterna skulpterades av Andrea Bolgi, medan de rikt detaljerade sarkofagrelieferna är ett verk av Niccolò Sale. Bernini sökte med Cappella Raimondi förvandla ett gravkapell till ett scenrum där levande och döda interagerar.
Till vänster om kyrkans ingång har Giovanni Antonio Dosio utfört gravmonumentet över ärkebiskop Giuliano da Volterra (död 1508).

## Titelkyrka
Kyrkan stiftades som titelkyrka av påve Sixtus V år 1587.
Kardinalpräster under 1900- och 2000-talet
- Ciriaco María Sancha y Hervás: 1895–1909
- Enrique Almaraz y Santos: 1912–1922
- Enrique Reig y Casanova: 1923–1927
- Felix-Raymond-Marie Rouleau: 1927–1931
- Isidro Gomá y Tomás: 1935–1940
- Vakant: 1940–1946
- Enrique Pla y Deniel: 1946–1968
- Arturo Tabera Araoz: 1969–1975
- Aloísio Leo Arlindo Lorscheider: 1976–2007
- James Francis Stafford: 2008–

## Bilder

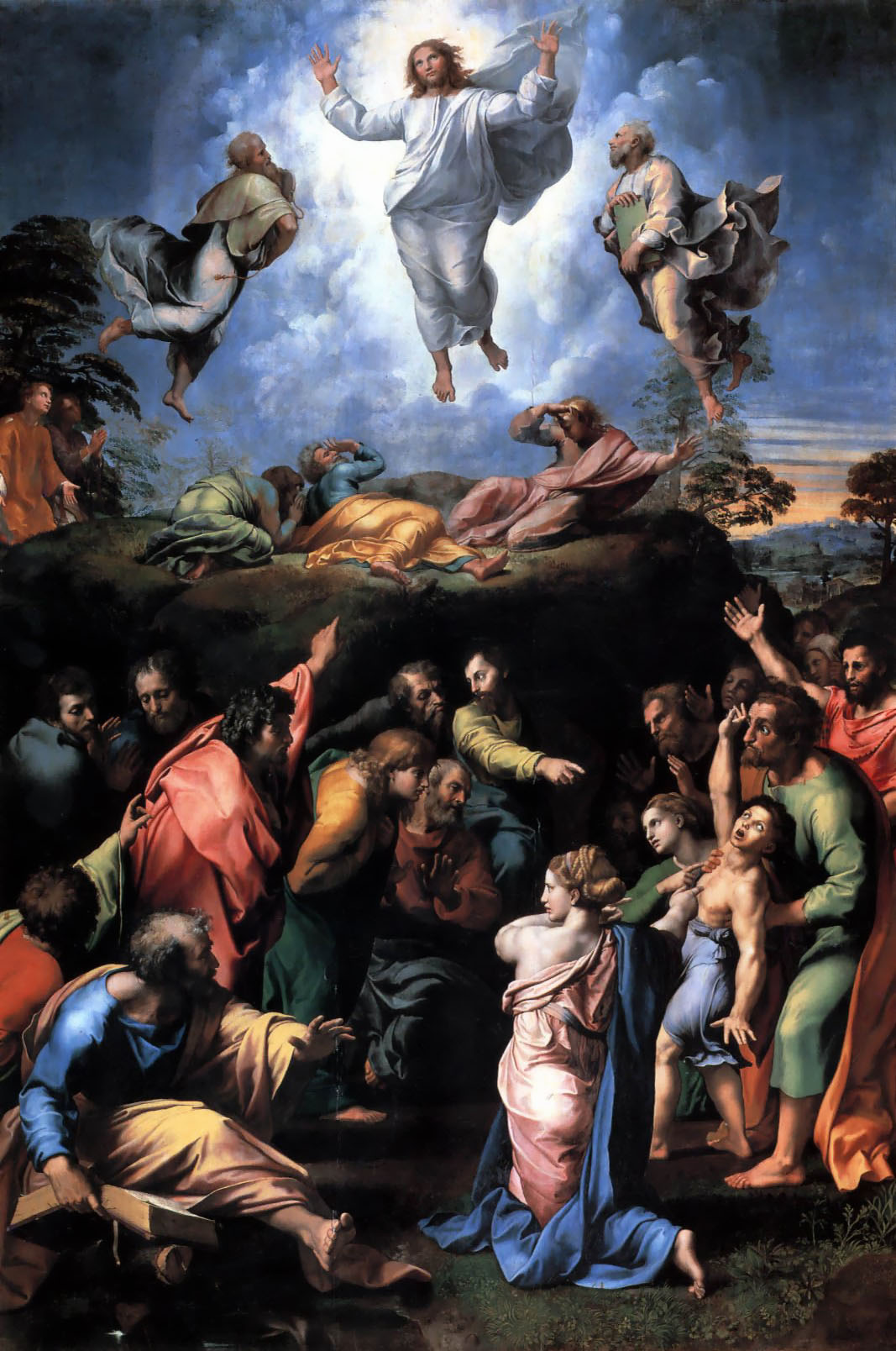
Kristi förklaring av Rafael (1517).
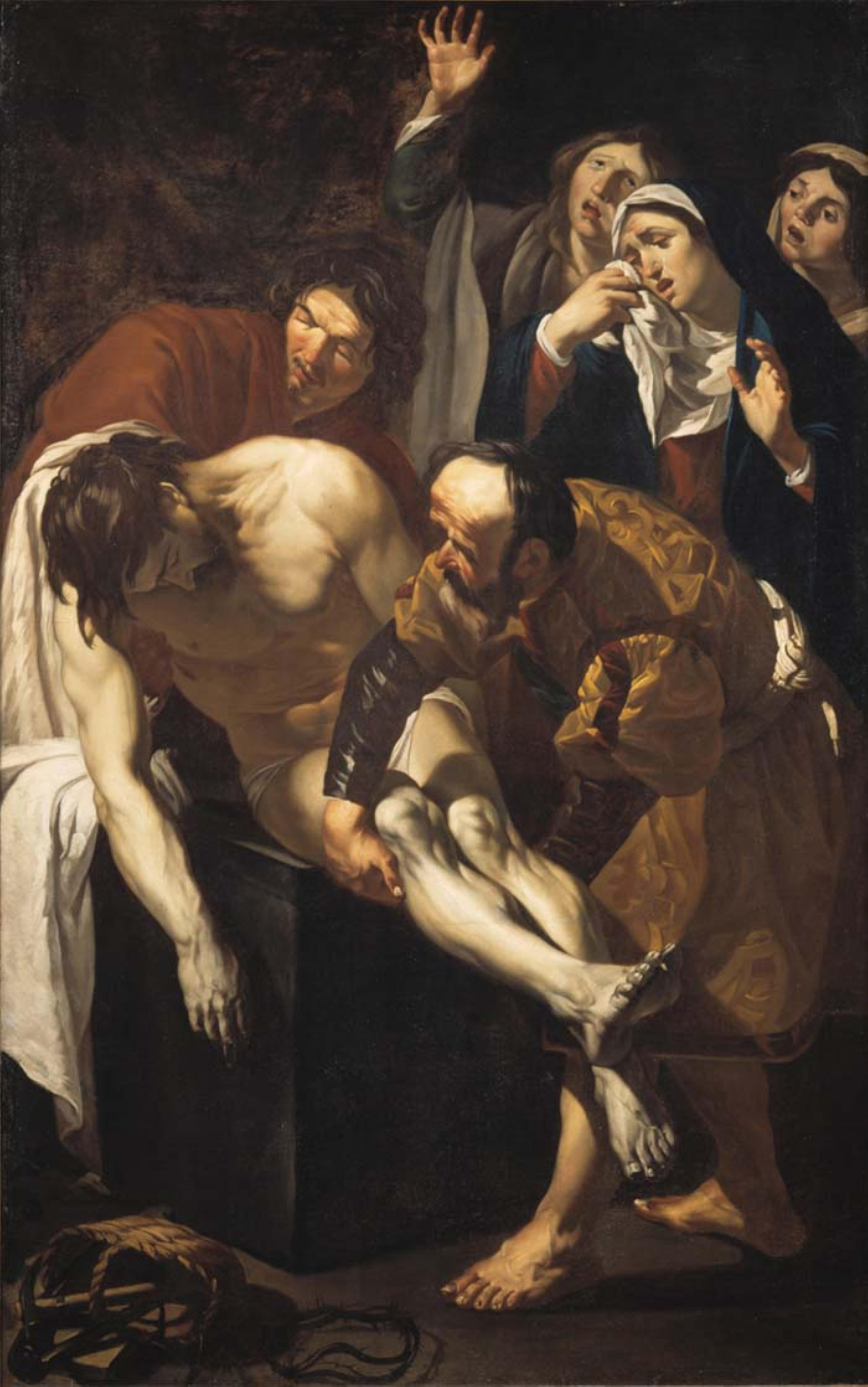
Kristi gravläggning av Dirck van Baburen (1617).
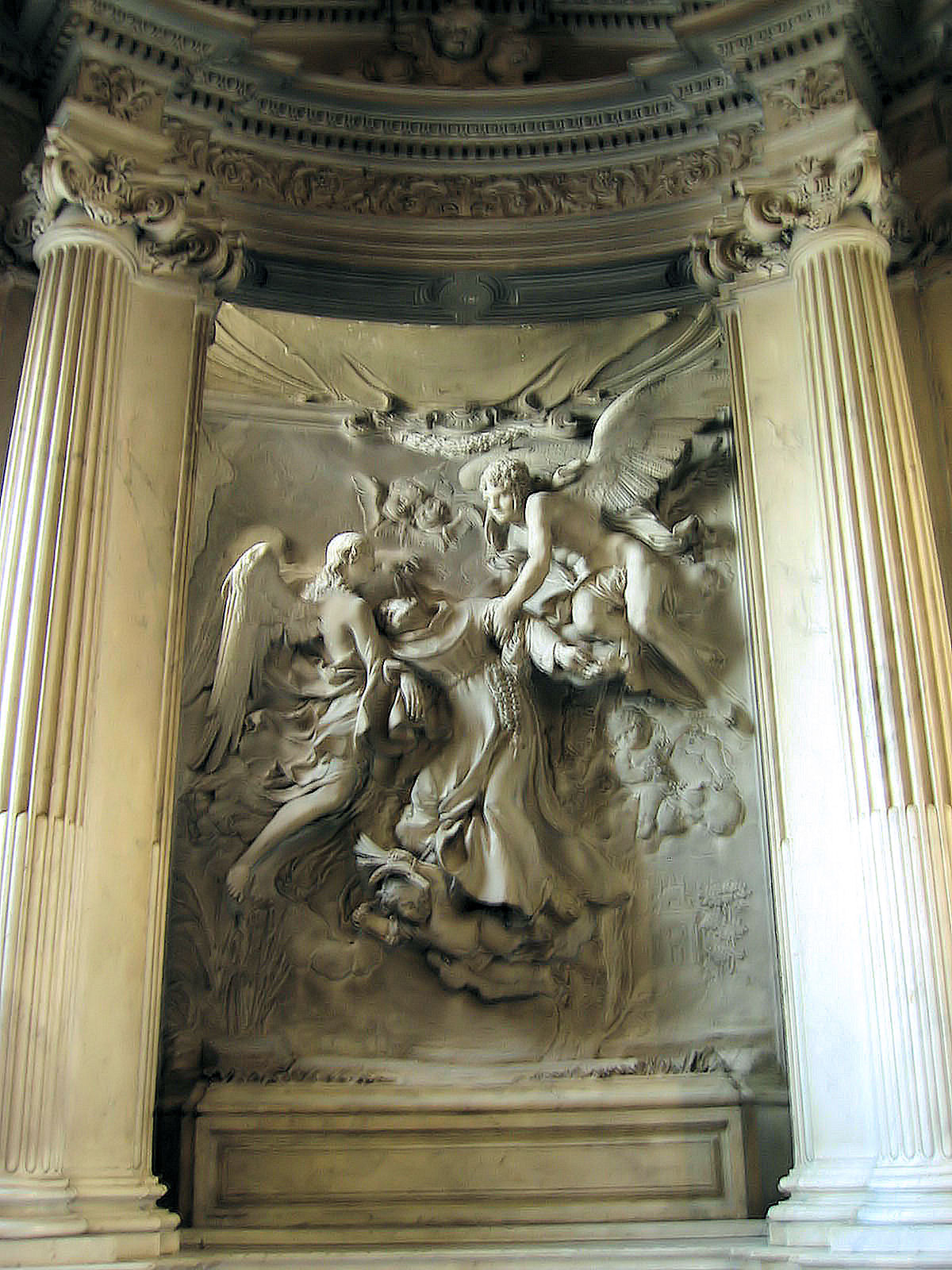
Sankt Franciskus extas av Francesco Baratta (1642–1646).